# بیسمیت
بیسمیت  (به انگلیسی: Bismite) با فرمول شیمیایی Bi2O3 از مجموعه کانی هاست و از ترکیب شیمیائی اش اخذ شده‌است. محلول در HNO۳ بیسموت فلزی در توده‌های کربناته دیده می‌شود. Bi:۸۹٫۶۸٪ O:۱۰٫۳۲٪ سفید از نظر شکل بلور: منشوری، رنگ: زرد کهربائی - خاکستری - سفید - خاکستری زرد - خاکستری، شفافیت: شفاف - نیمه کدر، شکستگی: صدفی - نامنظم - ناصاف، جلا: الماسی، رخ: ندارد، سیستم تبلور: مونوکلینیک و در رده‌بندی اکسید است همچنین خاصیت مغناطیسی ندارد و منشأ تشکیل آن زون‌های اکسیداسیونی ثانوی است.
همایند کانی‌شناسی (پارانژ) آن - بیسموتینیت- بیسموت خالص است
، از نظر ژیزمان دانه‌ای - نامنظم - پسودومرف کمیاب است و بیشتر در آلمان غربی و شرقی یافت می‌شود.